# Waltzoyphius
Waltzoyphius is een geslacht van haften (Ephemeroptera) uit de familie Baetidae.

## Soorten
Het geslacht Waltzoyphius omvat de volgende soorten:
- Waltzoyphius fasciatus
- Waltzoyphius roberti